# Unitarische Kirche Siebenbürgen

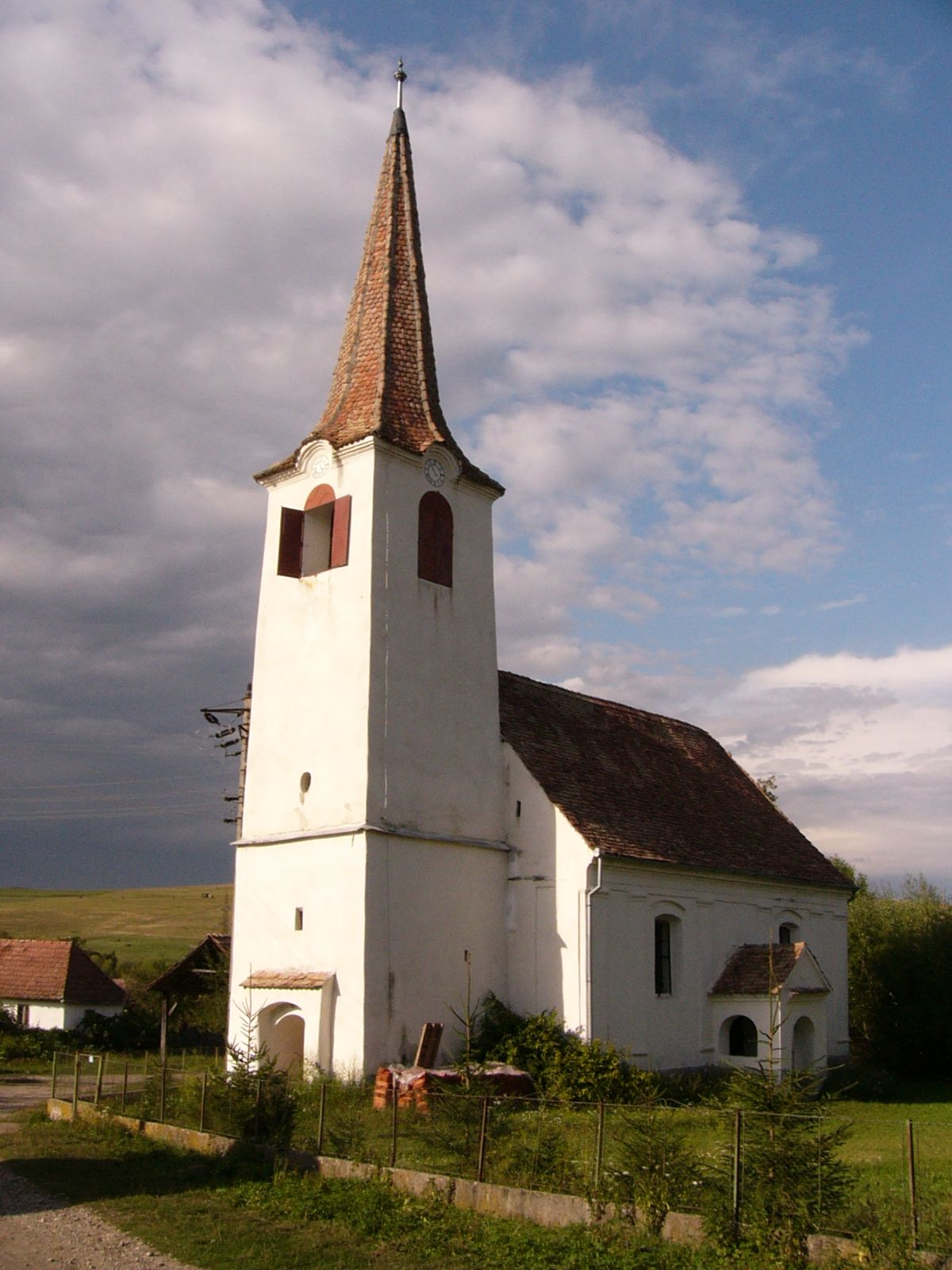
Unitarierkirche in Şimoneşti

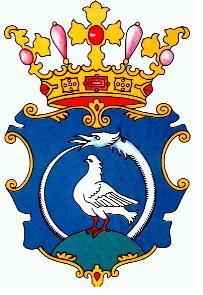
Ein um eine weiße Taube geschlungener Ouroboros (Selbstverzehrer), unter Bezug auf Matt. 10,16 und die langanhaltende Verfolgungszeit, ist ein oft verwendetes Symbol der ungarisch-siebenbürgischen Unitarier

Die Unitarische Kirche Siebenbürgen (ungarisch: Erdélyi Unitárius Egyház, rumänisch: Biserica Unitariană din Transilvania) ist eine unitarische Kirche im heute rumänischen Siebenbürgen. Gemeinden bestehen auch im benachbarten Ungarn. Die Kirche wurde bereits 1568 gegründet und ist mehrheitlich ungarisch geprägt.

## Geschichte
Die Reformation in Siebenbürgen war in den ersten Jahren vor allem lutherisch geprägt. Als bedeutender Reformator kann Johannes Honterus genannt werden, der 1542 in Kronstadt die lutherische Reformation einführte. Später gewannen reformierte Positionen an Einfluss. Erst mit Giorgio Biandrata und Franz Davidis verbreiteten sich antitrinitarische Ideen. Im Januar 1566 hielt Davidis eine erste antitrinitarische Predigt in der Klausenburger Michaelskirche, die bis 1716 eine der Hauptkirchen der siebenbürgischen Unitarier bleiben sollte. Mit dem Edikt von Torda im Jahr 1568 wurden die Unitarier zusammen mit den übrigen reformatorischen Konfessionen und den Katholiken formell vom Siebenbürgischen Landtag als gleichberechtigte Religionsgemeinschaft anerkannt. Ein Schwerpunkt des unitarischen Gemeindeleben war neben der Stadt Klausenburg das ungarisch geprägte Szeklerland. Die siebenbürgischen Unitarier hatten zeitweise großen Einfluss. Als Beispiel kann die Konversion des ungarischen Königs Johann Sigismund Zápolya genannt werden. Auch der 1603 für kurze Zeit regierende Fürst Moses Székely war Unitarier, ebenso ein großer Teil des Adels, insbesondere im Szeklerland. In den wesentlichen Punkten glichen die Positionen der Unitarier in Ungarn und Siebenbürgen denen der Polnischen Brüder in Polen und Litauen. Jedoch waren die polnischen Unitarier zu Beginn noch stärker von der radikal-reformatorischen Täuferbewegung beeinflusst, was sich unter anderem in deren Ablehnung des Militärdienstes zeigte. Nach der Vertreibung der polnisch-litauischen Brüder durch die katholische Gegenreformation Mitte des 17. Jahrhunderts schloss sich ein Teil von ihnen als Exilanten den siebenbürgischen Unitariern an.
Innerhalb der Kirche entwickelten sich im 16. Jahrhundert mehrere theologische Ausprägungen. Genannt werden kann der auf Franz David zurückgehende Nonadorantismus (≈ Nichtanbetung Jesu), der jede Anrufung Jesu ablehnte und ab Ende des 16. Jahrhunderts weite Verbreitung fand. Unter den Nonadorantisten zeigte sich auch täuferischer Einfluss, so wurde im 16. und 17. Jahrhundert zum Teil die Bekenntnistaufe (statt der Kindertaufe) praktiziert. Bekannte Vertreter der Nonadorantisten waren (neben Franz David) u. a. Miklós Bogáti Fazekas, Paul Karádi, János Várfalvi Kósa und Máté Toroczkai. Auch der Kreis um János Gerendi kann den Nonadorantisten zugerechnet werden. Aus einem Teil des Nonadorantismus entwickelte sich gegen Ende des 16. Jahrhunderts die judaisierende Bewegung der Sabbatarier, die den Sabbat anstelle des Sonntags feierte und sich später dem jüdischen Glauben annäherte. Demgegenüber standen Vertreter wie Giorgio Biandrata, Demeter Hunyadi und István Basilius, die an der Gebetspraxis zu Christus festhielten und sich eher an der Theologie des Sozinianismus orientierten. Sozialkritische Positionen fanden sich im siebenbürgischen Unitarismus (anders als z. B. in der polnischen Schwesterkirche) kaum. Eine Ausnahme bildete Elias Gczmidele, der als Pfarrer in Klausenburg über sozialkritische und täuferisch-spiritualistische Positionen in Erscheinung trat. Ein Einschnitt in der Geschichte des siebenbürgischen Unitarismus war die 1638 vom Landtag beschlossene Complanatio Deesiana, mit der u. a. die nonadorantistische und sabbatarische Linie ausgeschlossen werden sollte, die Kindertaufe verpflichtend wurde und unitarische Schriften der Zensur unterworfen wurden.
Im Jahr 1782 wurde die unitarische Bekenntnisschrift Summa Universae Theologiae Christianae secundum Unitarios herausgegeben, die die Hauptpunkte des unitarischen Glaubens zusammenfassen sollte. Nach dem Anschluss Siebenbürgens an Rumänien entstand 1933 auch eine erste unitarische Gemeinde in Bukarest.
Die Unitarier in Siebenbürgen sind heute eine von achtzehn anerkannten Religionsgemeinschaften in Rumänien. Die Mitgliederzahl liegt bei etwa 80.000. Es bestehen fünf Dekanate (Seniorate) mit zusammen etwa 125 Gemeinden, welche sich vor allem in und um Klausenburg und im Szeklerland befinden. Sitz der Superintendentur ist Klausenburg. Hier betreiben die Unitarier auch ein bereits 1557 gegründetes und nach dem ersten Fürsten Siebenbürgens Johann Sigismund Zápolya benanntes Gymnasium (János Zsigmond Unitárius Kollégium). Ebenfalls in Klausenburg befindet sich die gemeinsam mit Reformierten und Lutheranern genutzte Protestantisch-Theologische Hochschule. Zu den unitarischen Kirchengebäuden in Siebenbürgen zählt auch die Kirchenburg Dersch, die 1999 von der UNESCO zusammen mit sechs weiteren siebenbürgischen Kirchenburgen zum Weltkulturerbe erklärt wurde. Die Unitarische Kirche Siebenbürgen umfasste bis 1948/1971 auch die unitarischen Gemeinden in Ungarn. Seit 2010 sind diese wieder mit der Kirche in Siebenbürgen verbunden.

### Deutschsprachige Gemeinde
Der Unitarismus verbreitete sich im 16. Jahrhundert zum Teil auch unter der deutschen Nation Siebenbürgens. Die deutsche unitarische Gemeinde in Klausenburg bestand etwa 160 Jahre. Bekannte Pfarrer waren u. a. Elias Gczmidele, Erasmus Johannis, Johann (Johannes) Broser, Valentin Radecke, Joachim Stegmann, Adam Frank und Andreas Belleschdörfer (Jövedécsi András). Gczmidele vertrat sozialkritische und täuferisch-spiritualistische Positionen, Erasmus Johannis dagegen eine (im Vergleich zu den ungarischsprachigen unitarischen Gemeinden) konservativere und die Präexistenz Christi anerkennende Version des Unitarismus, die in jener Zeit prägend für die deutschsprachigen Unitarier Siebenbürgens werden sollte. Radecke war später stark an der konfessionellen Konsolidierung des Unitarismus interessiert, verfasste im 17. Jahrhundert ein (sozzinianisch geprägtes) deutschsprachiges unitarisches Gesangbuch wie auch einen Katechismus und war zwischen 1616 und 1632 Leiter der Unitarischen Kirche. Belleschdörfer stammte vom Komitatsboden, studierte später in Bremen und Leiden und wurde 1689 Pfarrer der Stadtpfarrkirche (Michaelskirche) in Klausenburg.

## Theologie
Vom Theologen József Ferencz wurde 1864 ein Unitarischer Katechismus verfasst, der die Theologie der siebenbürgischen und ungarischen Unitarier zusammenfassen sollte und inzwischen in einer überarbeiteten Ausgabe aus dem Jahr 1991 vorliegt. Von der Struktur ist der Katechismus dialogisch aufgebaut und folgt mit 136 Fragen einem klassischen Typus eines Frage-Antwort-Katechismus.
Der Katechismus betont schon zu Beginn den Stellenwert von Liebe und Vernunft. Auch der Freie Wille wird hervorgehoben (Frage 51). Gott selbst wird als Geist und Liebe verstanden (Frage 32), das Bilderverbot aus dem Alten Testament wird bekräftigt (Frage 33). Jesus Christus wird als Mensch verstanden (Frage 72), die Vorstellung einer Trinität somit verworfen. Auch der Heilige Geist wird nicht als Person, sondern ausschließlich als Kraft verstanden (Frage 88). Die Vorstellung einer Erbsünde wird ebenso abgelehnt (Frage 107). Als Zeremonien (Sakramente) werden wie in den anderen evangelischen Kirchen die Taufe und das Abendmahl genannt (Frage 115). In Hinblick auf die Taufe wird im Sinne eines christlichen Spiritualismus betont, dass sie einen als äußere Handlung selbst nicht zum Christen macht. Entscheidend ist vielmehr der Glaube selbst. Dennoch wird (anders als zum Beispiel bei einem Großteil der früheren polnisch-litauischen Unitarier) an der Kindertaufe festgehalten, da Jesus selbst keine bevorzugte Zeit für die Taufe hinterlassen habe (Frage 119). Der Taufe folgt später eine Konfirmation (Frage 123). Das Abendmahl wird als reine Erinnerungsfeier begangen (Frage 125), die viermal im Jahr stattfinden soll (Frage 134). Die Vorstellung einer Verwandlung von Brot und Wein in Leib und Blut Christi (Transsubstantiation), wie sie die Katholische Kirche lehrt, wird abgelehnt. Brot und Wein werden stattdessen als Versinnbildlichungen bzw. Symbole verstanden (Frage 129).
Theologisch stehen die siebenbürgischen Unitarier in Teilen den Remonstranten (Freier Wille, Vernunftsglaube), den Reformierten (Bilderverbot, symbolhaftes Abendmahlsverständnis) und den Täufern (Freier Wille, symbolhaftes Abendmahlsverständnis, Betonung des Bekenntnisses) nahe. Die siebenbürgischen Unitarier müssen als christliche Kirche von den im 19. und 20. Jahrhundert entstandenen humanistischen Unitariern abgegrenzt werden.

## Kirchenleiter
Übersicht über die Leiter der Kirche im 16. und 17. Jahrhundert:
- Franz David (1568–1579)
- Demeter Hunyadi (1579–1592)
- György Enyedi (1592–1597)
- János Várfalvi Kósa (1597–1601)
- Máté Toroczkai (1601–1616)
- Valentin Radecke (auch: Bálint Radecke 1616–1632)
- Pál Csanádi (1632–1636)
- Dániel Béke (1636–1661)
- János Járai (1661)
- Boldizsár Koncz (1663–1684)
- Dániel Szentiványi Márkos (1684–1689)
- Pál Bölöni Bedö (1689–1690)
- Mihály Nagy (1691–1692)
- Alexander (Sándor) Székely (1845–1852)
- József Ferencz (1876–1928)